# Manytj-lavningen
Manytj-lavningen (russisk: Кумо-Манычская впадина, tr. Kumo-Manytjskaja vpadina) er en langstrakt geologisk lavning mellem det Azovske Hav i vest og det Kaspiske Hav i øst hvor floden Manytj har sit løb. Lavningens højeste punkt er kun 20 moh. Den samlede længde af lavningen er omkring 500 km, og bredden er 20-30 km. Den adskiller de russiske stepper mod nord fra Kaukasus' nordlige forland i syd, og regnes af nogle for den naturlige grænse mellem Europa og Asien. Andre siger at Kaukasus er grænsen.
45°42′54″N 44°06′18″Ø / 45.715°N 44.105°Ø